# Sinn Yang
Sinn Yang  (* 1982 in Würzburg) ist eine klassische Geigerin und Kulturförderpreisträgerin der Stadt Würzburg.

## Leben und Wirken
Sinn Yang, die aus einer koreanischen Familie stammt, erhielt ihre Ausbildung an der Hochschule für Musik in Würzburg bei Max Speermann und an der Musikhochschule Lübeck bei Thomas Brandis, wo sie 2009 in der Solistenklasse ihren Abschluss machte. Als Konzertmeisterin war sie an den Staatstheatern Meiningen, Darmstadt und Nürnberg sowie an der Deutschen Oper Berlin tätig. In den Spielzeiten 2014/15 und 2015/16 war sie stellvertretende Konzertmeisterin des Luzerner Sinfonieorchesters. Anschließend spielte Sinn Yang im Leipziger Gewandhausorchester.
Seit 2016 ist Sinn Yang zudem als Lehrbeauftragte an der Hochschule für Musik Würzburg tätig.

## Auftritte
Als Solistin trat Sinn Yang mit renommierten Orchestern auf, darunter das Deutsche Symphonie-Orchester Berlin, die Nürnberger Philharmoniker, das Kammerorchester Carl Philipp Emanuel Bach und das Südwestdeutsche Kammerorchester.
Im Duo „ViA!“ mit Harald Oeler (klassisches Akkordeon) präsentierte Sinn Yang das Programm „8 Jahreszeiten“ bei verschiedenen Festivals, wie dem „Heidelberger Frühling“ und „Opere“ in Bracciano, Italien, sowie bei Konzerten in Helsinki und Daejeon, Südkorea.

## Diskographie
- 2009: Sinn Yang & Marco Grisanti & Harald Oeler: „Debut“, erschienen bei OehmsClassics
- 2014: Sinn Yang & Harald Oeler: „Antonio Vivaldi / Astor Piazzolla: 8 Jahreszeiten / 8 Seasons“, erschienen bei OehmsClassics
- 2021: Sinn Yang: „follow me with bach“, erschienen im Selbstverlag
- 2024: Sinn Yang & Marco Grisanti: „Schumann – Violin Sonatas“, digital erschienen bei OnClassical

## Ehrungen und Auszeichnungen
- 1994: 2. Preis Bundeswettbewerb „Jugend musiziert“
- 1996: 2. Preis Bundeswettbewerb „Jugend musiziert“
- 2007: 1. Preis beim 44. Possehl-Musikwettbewerb
- 2008: 1. Preis des Violinwettbewerbs des Kulturkreises der Deutschen Wirtschaft (BDI) „Ton und Erklärung[3]“
- 2009: Kulturförderpreis der Stadt Würzburg[4]